# Eremochares luteus
Eremochares luteus là một loài côn trùng cánh màng trong họ Sphecidae, thuộc chi Eremochares. Loài này được Taschenberg miêu tả khoa học đầu tiên năm 1869.